# Laurent Marqueste

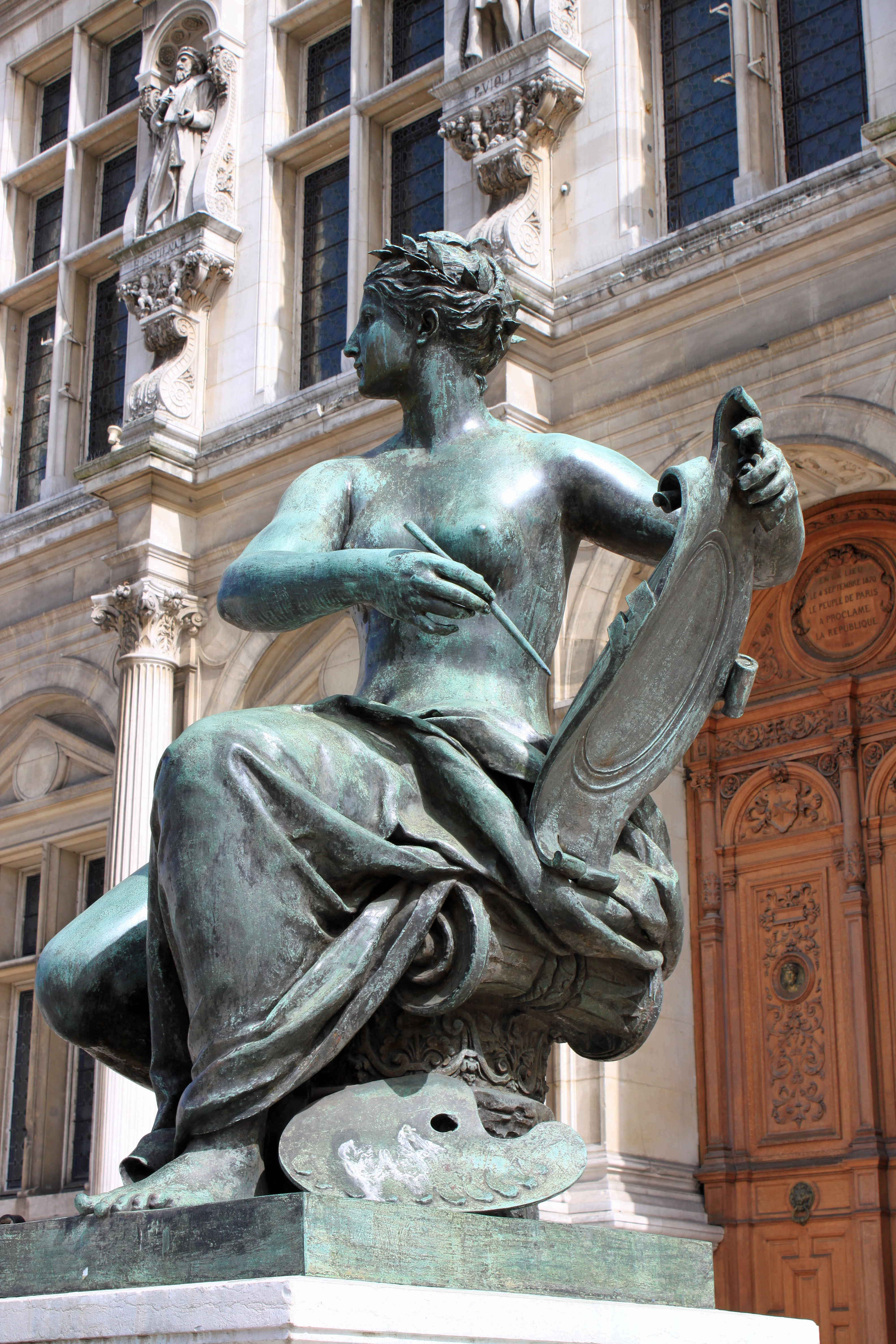
L'Art vor dem Rathaus von Paris

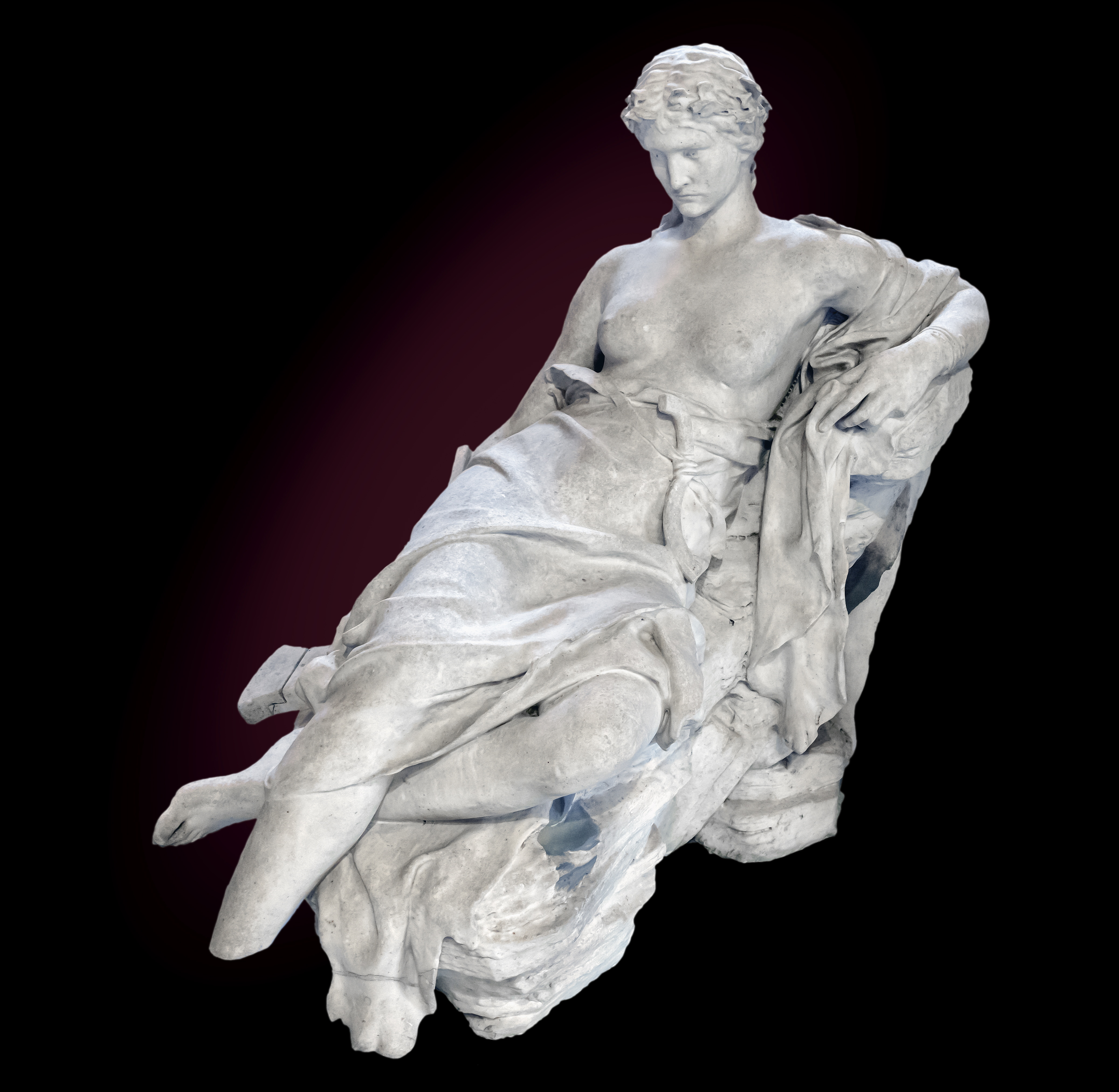
Velléda. Musée des Augustins, Toulouse

Laurent Honoré Marqueste (* 12. Juni 1848 in Toulouse, Département Haute-Garonne; † 5. April 1920 in Paris, 14. Arrondissement) war ein französischer Bildhauer.

## Leben
Marqueste war der Sohn von Raymond Marqueste und dessen Ehefrau Justine Sénégas. Seine künstlerischen Interessen wurden bereits in der Schule gefördert und er konnte sofort im Anschluss daran an die École des Beaux-Arts nach Paris wechseln. Dort wurde er meistenteils von Alexandre Falguière und François Jouffroy unterrichtet.
Bald schon wurde Marqueste von der Académie des Beaux-Arts eingeladen, an den Ausstellungen des Salon de Paris teilzunehmen. Bei der großen Jahresausstellung 1871 gewann Marqueste den Prix de Rome. Im Frühjahr 1872 reiste er nach Rom und konnte dort in der Villa Medici vier Jahre seinen Studien nachgehen. Während dieser Zeit wurde er meistenteils von Jules Eugène Lenepveu (Académie de France à Rome) betreut.
1875 kehrte Marqueste mit über Venedig nach Paris zurück. Er eröffnete ein eigenes Atelier und um 1880 heiratete er Hélène-Léonie Bienvenu, eine Tochter des Journalisten Touchatout.
Ab dem Jahr 1874 nahm Marqueste regelmäßig an den Salons und den Weltausstellungen teil, wo er seine Werke präsentierte. Er blieb in seiner Arbeit den klassischen Traditionen treu und ist somit als neobarocker Künstler einzuordnen. Nachdem er bereits in den 1870er Jahren zahlreiche Auszeichnungen für seine Arbeiten bekommen hatte, gewann er auf der Weltausstellung des Jahres 1889 eine Goldmedaille. Auf der Weltausstellung des Jahres 1900 gewann er den Grand Prix. Nach dem Ersten Weltkrieg konnte Marqueste nicht mehr an seine früheren Erfolge anknüpfen und auch große Aufträge blieben aus.
Am 5. April 1920 starb Laurent Marqueste und fand seine letzte Ruhestätte auf dem Cimetière des Gonards in Versailles (Département Yvelines).

## Rezeption
Das Ansehen, das er sich mit diesen Auszeichnungen erworben hatte, brachte ihm öffentliche Aufträge, vor allem von der Stadtverwaltung von Paris, ein. Er gestaltete Allegorien, mythologische Gruppen und historische Porträts, die bis heute in den Tuilerien, im Jardin du Luxembourg, vor dem Rathaus von Paris oder auf der Pont Alexandre III stehen. Im Jahre 1900 schuf er auch die Skulptur für das Grab seines Lehrers Alexandre Falguière auf dem Friedhof Cimetière du Père-Lachaise. Zwischen 1893 und 1900 wirkte Laurent Marqueste als Professor an der École des Beaux-Arts.

## Ehrungen
- 1871 Prix de Rome für sein Relief „La flagellation de Jésus“
- 1878 Medaille 2. Klasse auf der Weltausstellung in Paris
- 31. Dezember 1884 Ritter der Ehrenlegion
- 1889 Goldmedaille auf der Weltausstellung in Paris
- 3. April 1894 Offizier der Ehrenlegion
- 26. Mai 1894 Mitglied der Académie des Beaux-Arts
- 1905 Assoziiertes Mitglied der Königlichen Akademie von Belgien[3]
- 5. April 1920 Kommandeur der Ehrenlegion

## Schüler (Auswahl)
| - Eugène Bénet (1863–1942) - Charles Louis Malric (182–1942) | - Raymonde Martin (1887–1977) - Anna Quinquaud (1890–1964) | - Fanny Rozet (1881–1958) - Renée de Vériane (1865–1947) |

## Werke (Auswahl)
- La Flagellation du Christ (Flachrelief, École Nationale Supérieure des Beaux-arts, 1871, Sieger am Wettbewerb um den Prix de Rome)
- L'Art (Place de l’Hôtel-de-Ville, Paris IV, 1874)
- Velléda (Musée des Augustins, Toulouse, 1877, Ausstellungsstück am Salon 1877)
- Denkmal für Ferdinand Fabre (Jardin du Luxembourg, Paris, 1880)
- Henri IV (Musée Condé, Chantillly, 1880)
- Cupidon (Musée d’Orsay, Paris, Ausstellungsstück am Salon 1882)
- La France de Louis XIV (Pont Alexandre III, Paris, 1887–1900)
- Persée et la Gorgone (Marmor, Musée des Beaux-Arts, Lyon, 1890).
- Denkmal für Barye (Square Barye, Paris, 1894).
- Statue der Géographie (Sorbonne, Paris, 1901).
- Victor Hugo (Sorbonne, Paris, 1901).
- Denkmal für Pierre Waldeck-Rousseau (Jardin des Tuileries, Paris, 1909)
- Kniender Amor, Bronze 72 cm, um 1900 (Franke Kunsthandel, Bamberg 2016).